# Inmortal (álbum de Arkangel)
Inmortal es el título del cuarto álbum fonográfico perteneciente a la discografía de Arkangel, legendaria banda latinoamericana de Heavy Metal. Grabado en 1993, se publicó en el año 1994, y contiene 6 temas. Publicado en formato Casete.

## Historia
A principios de los años 90 y después de haber incursionado en diferentes estilos musicales, los integrantes de la banda
deciden regresar a sus raíces y componen una serie de canciones al más puro estilo Heavy Metal y Hard Rock. Una vez hecho esto y tras la partida de su cantante Sergio Marín, incorporan a la banda a J.G. Spindola como voz líder y luego de terminar los arreglos definitivos de los temas, entran en los estudios de grabación del Tecnológico de Música Valencia, con la intención de plasmar allí un nuevo álbum.
Freddy Marshall, guitarrista líder, asume la función de productor ejecutivo y reúne un buen equipo que se encarga de las
tareas inherentes a la producción discográfica logrando editar el disco en el año 1994. Gracias a este álbum, Arkangel relanza su carrera musical que había decaído desde la partida de Paul Gillman y los posteriores intentos de la banda de tratar de cambiar su estilo, es así como inmediatamente después del lanzamiento del disco son llamados para hacer de teloneros de bandas tan importantes como Scorpions o Barón Rojo (banda) en las ocasiones en que estos artistas visitaron Venezuela. Además de ello, el éxito de Inmortal fue el acicate que propició la grabación del siguiente álbum de la banda, El Ángel de la Muerte (Arkangel). En abril de 2013, Freddy Marshall mediante su productora M&G Releases lanzó al mercado un álbum recopilatorio titulado "Hard times" que reúne varios de los temas compuestos por él durante su etapa como músico de la banda, y donde incluye 5 de los 6 temas que formaban parte del repertorio incluido en "Inmortal", además de los de "El Ángel de la Muerte". A finales de 2015, InnerCat Music Group, LLC realizó una nueva edición del álbum "Inmortal" destinada a la distribución digital.

## Temas
Todas las canciones que integran el álbum fueron compuestas por el trío formado por Freddy Marshall, Breno Díaz, y Giancarlo Picozzi, y en ellas abordan temas que siempre han preocupado a la banda, como por ejemplo, la inmoralidad de los conflictos bélicos contra los que se manifiestan en la canción "Paremos la guerra". El tema "El último chance de Elvis" resume la historia de un chico cualquiera muerto en Colombia durante las guerras del narcotráfico.
En "Rock&Roll no morirá" y en "Inmortal" le cantan a la eternidad del Rock que vino para quedarse. "La gran carrera" cuenta en forma burlona el caso de un potencial asesino del volante. Y finalmente en "Capitán Mandarria" narra la historia de un personaje que refleja la postura ante la vida de cada uno de los integrantes de la banda.

## Canciones
Inmortal
LADO A
- Paremos la guerra 03:49
- El último chance de Elvis 02:37
- La gran carrera 03:51

LADO B
- Inmortal 04:06
- Capitán Mandarria 04:00
- Rock&Roll no morirá 04:15

## Músicos
- J.G. Spindola - Vocalista
- Freddy Marshall - Guitarras y coros
- Giancarlo Picozzi - Guitarras y coros
- Giorgio Picozzi - Batería
- Breno Díaz - Bajo y coros

## Detalles técnicos
- Estudio de grabación: Tecnológico de Música Valencia, Estudios de grabación, Venezuela.
- Ingeniero de grabación y mezclas: Jacques Mottet.
- Diseño artístico de carátula: Arkangel